# Воропанов, Николай Фаддеевич
Николай Фаддеевич (Фадеевич) Воропанов (?—1829) — русский военачальник, генерал-майор.

## Биография
Дата рождения и вхождения в военную службу неизвестны.
Служил в Лейб-гвардии Измайловском полку. В его составе участник:
- 20.11.1805 — сражение при Аустерлице, подпоручик, был ранен;[2]
- 02.06.1807 — сражение при Фридланде, поручик, был ранен.

Затем был штабс-капитаном этого полка и полковым адъютантом.
УчастникОтечественной войны 1812 года.
В период с 14.03.1825 по 12.12.1829 — шеф Лейб-гвардии Финляндского полка (генерал-адъютант, генерал-майор).
Умер в 1829 году.

## Награды
- Награждён орденом Св. Георгия 4-й степени (№ 3876; 26 ноября 1826).
- Также награждён другими орденами Российской империи.